# Piazza della Vittoria
Het Piazza della Vittoria is een plein in de Siciliaanse hoofdstad Palermo. Het ligt ten oosten van het Piazza del Parlamento, met het Palazzo dei Normanni, en aan de noordzijde loopt de Corso Vittorio Emanuele, een van de hoofdstraten van de stad.
Aan de zuidoostelijke zijde van het plein werden de fundamenten van huizen uit de Romeinse tijd blootgelegd. De eenvoudigere mozaïekvloeren bevinden zich nog op hun oorspronkelijke plaats, terwijl de meer waardevolle overgebracht zijn naar het Museo Archeologico Regionale, het regionale archeologische museum.
Het plein wordt voor het grootste deel ingenomen door de Villa Bonanno, een palmentuin die in 1905 werd aangelegd.
De naam Piazza della Vittoria is een verwijzing naar de overwinning van het volk van Palermo in 1820, ten tijde van het koninkrijk der Beide Siciliën. In dat jaar brak er een opstand uit tegen het Bourbonregime waarbij het koninklijk leger verjaagd werd. De naam Piazza della Vittoria werd ingevoerd met de betekenis het Overwinningsplein. Het duurde meerdere maanden eer het leger deze plaats heroverde. 